# Diglossa albilatera
Diglossa albilatera là một loài chim trong họ Thraupidae.

## Hình ảnh

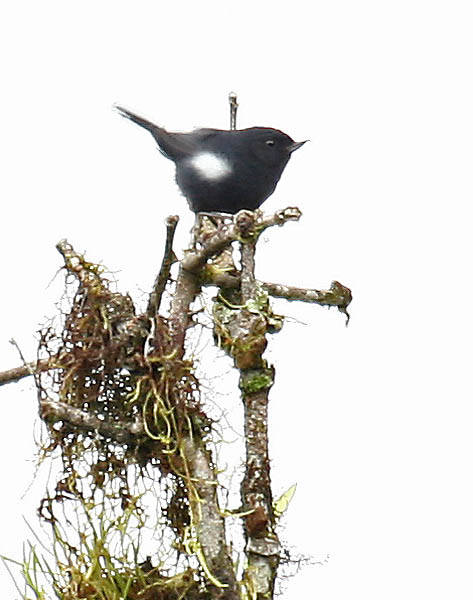
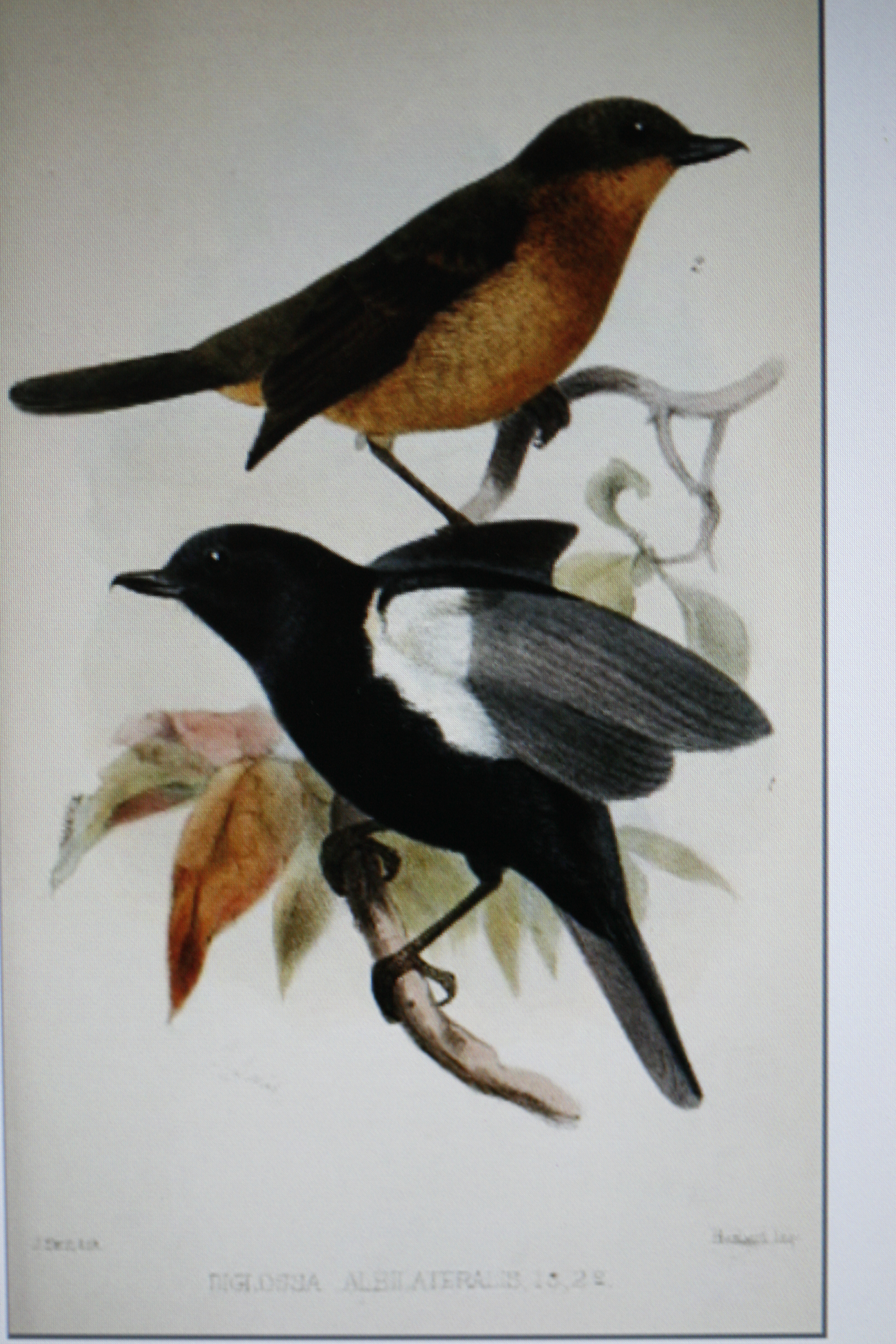
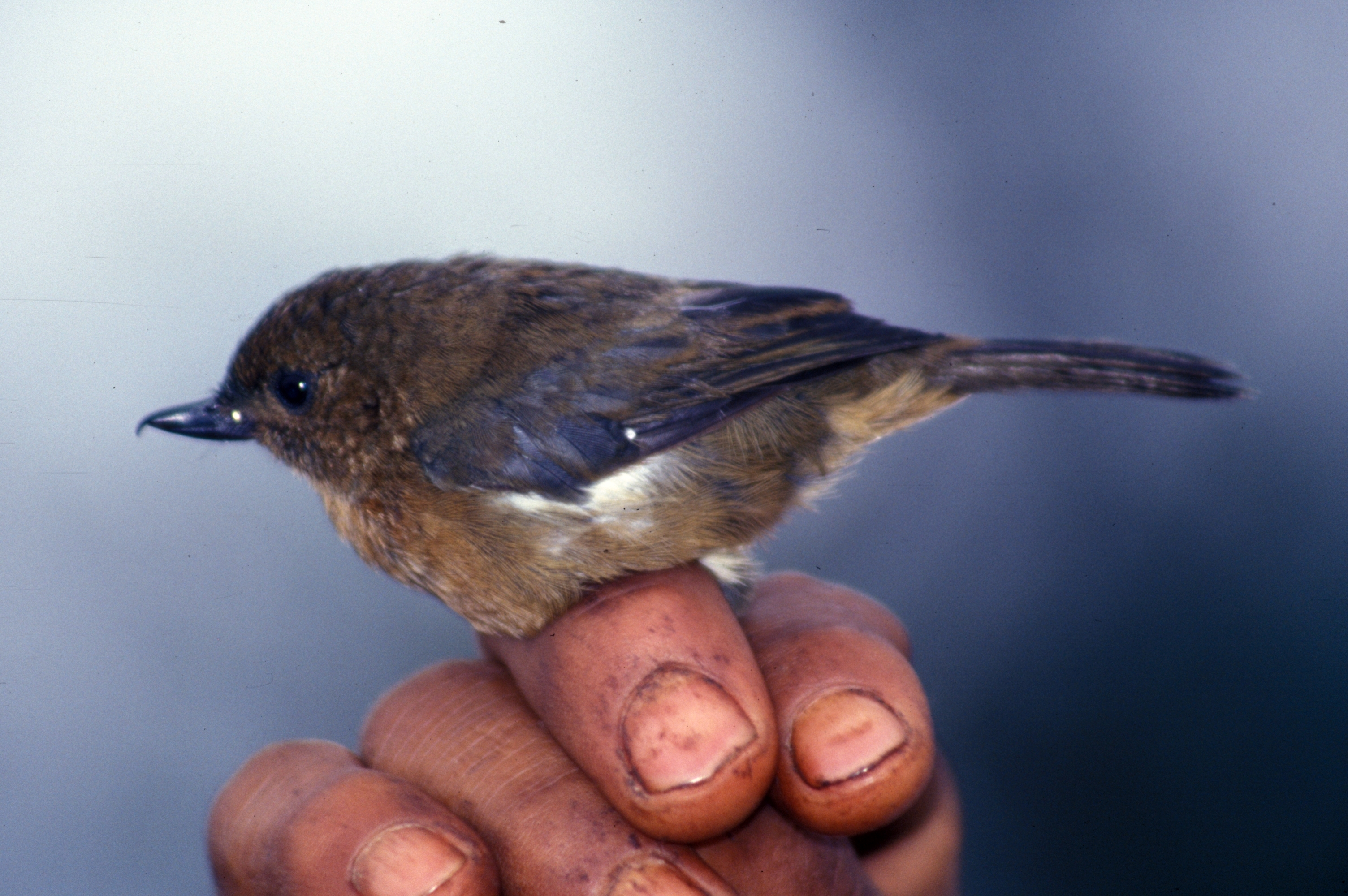